# عشق تو را دیدم (فیلم ۱۹۸۵)
عشق تو را دیدم (به هندی: Dekha Pyar Tumhara) یا ببین، من عاشق تو بودم (به انگلیسی: See, I have loved you) فیلمی هندی محصول سال ۱۹۸۵ و به کارگردانی ویرندرا شارما است. در این فیلم بازیگرانی همچون کمال حسن، راتی آگنیهوتری، دون ورما، موشومی چاترجی، سورش اوبروی، شاکتی کاپور و افتخار ایفای نقش کرده‌اند.